# MACE XVI

Нашивка учасників навчань

MACE XVI (укр. Булава XVI) — міжнародні військово-повітряні навчання НАТО, в яких взяли участь 14 країн-учасниць Північноатлантичного альянсу, а також 2 країни-партнери. Головна мета навчань полягає в перевірці загальних процедур планування і розгортання тактичної авіації в рамках ППО. Планувалося провести навчання з 15 по 30 вересня 2014 року, але офіційно навчання розпочалися тільки з 30 вересня 2014 року.
Навчання повинні пройти на авіабазі «Сліач» та полігоні «Лешті» у Словаччині. Штаб розміщений у місті Зволені. У навчаннях берали участь 660 військовослужбовців. Задіяні винищувачі F-16 ВПС Бельгії, Данії і Норвегії, німецький Learjet 40, французький RAFALE, шведський Gripen, C-130J Super Hercules з Данії та EA 18G з США.